# Base aérienne de Prince Sultan
La base aérienne de Prince Sultan (arabe : قاعدة الأمير سلطان الجوية) est une base aérienne militaire située dans la ville fermée d'Al Khardj, en Arabie saoudite.

## Historique
Il y a sur la base une forte présence américaine pendant les opérations Southern Watch, Enduring Freedom et Iraqi Freedom. La présence américaine est alors principalement celle de plusieurs unités navigantes de l'US Air Force (USAF), complétées par un escadron de Northrop Grumman EA-6B Prowler de la Navy (USN) ou du Corps des Marines des États-Unis (USMC), un escadron de chasse de Panavia Tornado F.3 de la Royal Air Force (RAF) et un escadron de chasse de l'armée de l'air française avec des Dassault Mirage 2000, des Mirage F1 CR et un avion de ravitaillement en vol Boeing C-135FR Stratotanker. À la suite de l'attaque des installations de l'USAF à Khobar Towers à Dharan en 1996, toutes les activités de l'US Air Force sont transférées sur la base aérienne de Prince Sultan.

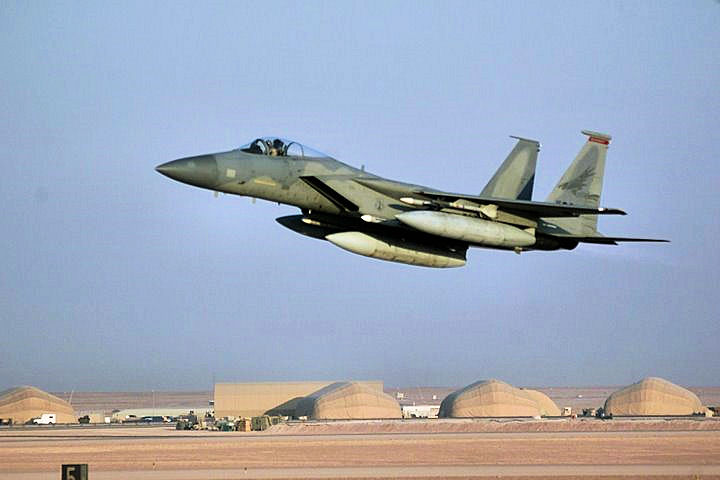
Un F-15C Eagle de l'Air National Guard décollant de la base aérienne de Prince Sultan en 2000

Avant le 11 septembre 2001, conformément à un accord avec le gouvernement saoudien, tous les avions américains et alliés stationnés sur la base doivent être de nature "défensive" plutôt que "offensive". Cela est dû aux sensibilités arabes selon lesquelles les aéronefs n'appartenant pas aux forces aériennes royales saoudiennes (RSAF) dans le royaume d'Arabie saoudite devraient être perçus comme étant là pour la défense du Royaume.
Au cours de l’opération Southern Watch, les appareils doivent stationner au Koweït ou à bord de porte-avions dans le golfe Persique afin de transporter des munitions de frappe offensive destinées à être utilisées contre des cibles au sol en Irak. Les avions de l'USAF, de l'USN, de l'USMC, de la RAF et de la France qui sont basés sur la base assurent principalement l'alerte avancée aéroportée, la reconnaissance, le ravitaillement en vol, la guerre électronique, la suppression des défenses aériennes ennemies (SEAD), le combat air-air, et le transport aérien. Les escadrons américains passent sous le contrôle opérationnel de la 363rd Air Expeditionary Wing (en) (363 AEW), avec des escadrons ou des détachements tournant avant le 11 septembre 2001 effectuant de périodes de 90 jours à 6 mois. Au cours de l'opération Southern Watch, en plus des aéronefs de la composante active, l'US Air Force utilise largement l'Air National Guard (ANG) et l'Air Force Reserve Command (AFRC) et leurs McDonnell Douglas F-15 Eagle, General Dynamics F-16 Fighting Falcon et Boeing KC- 135. La Navy américaine, la réserve navale et le corps des Marines des États-Unis utilisent également des avions EA-6B depuis la base.
En août et début septembre 1998, la Joint Task Force Southwest Asia (JTF-SWA) et son Centre des opérations aériennes de la Coalition (CAOC) prévoient de déménager du complexe d'Eskan (en) à Riyad pour rejoindre la base. La destruction des tours de Khobar en 1996 accélère ce mouvement, de sorte que le commandement et le contrôle de toutes les opérations aériennes de la Coalition pour les opérations Enduring Freedom et Iraqi Freedom soient exécutés depuis la base avant le 11 septembre 2001.
À la mi-2003, toutes les opérations américaines commencent à migrer vers la base aérienne d'Al Udeid à Doha, au Qatar.
Entre 2003 et 2005, les Vickers VC10 du No. 101 Squadron de la RAF sont basés sur la base pour soutenir l'opération Telic avant de se rendre à sur la RAF Al Udeid (une section de la base aérienne d'Al Udeid au Qatar).
En octobre 2019, 2000 soldats américains rejoignent environ 700 américains déjà stationnés sur la base aérienne, accompagnant des bombardiers B-1B, de chasseurs furtifs F-22 Raptor et des batteries de missiles Patriot. Le nouveau renforcement des troupes fait suite à plusieurs attaques contre des pétroliers par l'Iran dans le golfe d'Oman.
La 378th Air Expeditionary Wing (en) est activée le 17 décembre 2019, l'Air Force indique que la mission de l'unité est de "fournir une profondeur stratégique et un soutien défensif accru tout en maintenant la présence régionale pour promouvoir la paix par la dissuasion''.

## Utilisation actuelle
- RSAF Wing 6[6] :
  - No. 18 Squadron RSAF avec des Boeing E-3 Sentry Airborne Warning and Control System (AWACS)
  - No. 19 Squadron RSAF avec des Beech Model 350 Super King Air et des Boeing RE-3A
  - No. 23 Squadron RSAF avec des Boeing KE-3A
  - No. 24 Squadron RSAF (en) avec des Airbus A330-203 MRTT et des Airbus A330-243 MRTT
  - No. 32 Squadron RSAF avec des Lockheed KC-130H Hercules

## Installations
La base aérienne se trouve à une altitude de 503 mètres au-dessus du niveau moyen de la mer. Elle dispose de deux pistes avec une surface en asphalte mesurant 4 000 mètres.
La base utilise actuellement des centaines de tentes comme logements semi-temporaires, bien qu'il soit prévu de remplacer les tentes par des caravanes et des structures plus permanentes.